# Лавров, Дмитрий Дмитриевич
Дми́трий Дми́триевич Лавро́в (5 июня 1947, Горький — 1 декабря 2018, Йошкар-Ола) — советский и российский деятель культуры, режиссёр, театральный педагог. Заместитель министра культуры Марийской АССР (1986—1987), первый заместитель министра культуры, печати и по делам национальностей Республики Марий Эл (2001—2007). Директор Дома народного творчества Марийской АССР (1982—1986), заместитель директора по учебной и научно-методической работе Марийского республиканского колледжа культуры и искусств им. И. С. Палантая (1992—2001). Заслуженный работник культуры Российской Федерации (2012), заслуженный работник культуры Республики Марий Эл (1997). Лауреат Премии Союза молодёжи Республики Марий Эл имени О. Ипая (1992) и Национальной театральной премии Республики Марий Эл имени Й. Кырли.

## Биография
Родился 5 июня 1947 года в г. Горький в семье музейного работника. В 1971 году окончил Московский институт культуры, в 1997 году — Высшую школу деятелей сценического искусства.
До 1978 года был преподавателем культпросветучилища в г. Ардатов Мордовской АССР. После закрытия Ардатовского училища с 1978 года жил в г. Йошкар-Оле и трудился преподавателем режиссуры и актёрского мастерства в Марийском культпросветучилище (ныне — Марийский республиканский колледж культуры и искусств им. И. С. Палантая). В 1982—1986 годах был директором Дома народного творчества Марийской АССР.
В 1986—1987 годах занимал должность заместителя министра культуры Марийской АССР, в 2001—2007 годах — должность первого заместителя министра культуры, печати и по делам национальностей Республики Марий Эл. В 1992—2001 годах работал заместителем директора по учебной и научно-методической работе Марийского республиканского колледжа культуры и искусств им. И. С. Палантая.
Скончался 1 декабря 2018 года в г. Йошкар-Оле. Похоронен в г. Нижнем Новгороде на Бугровском кладбище.

## Театрально-педагогическая деятельность
Получил известность как режиссёр массовых праздников в г. Йошкар-Оле.
В 1999 году стал создателем и руководителем студенческого учебного театра «Дебют» при Марийском республиканском колледже культуры и искусств им. И. С. Палантая.
С 2001 года — инициатор проведения и художественный руководитель Международных фестивалей-лабораторий театральных отделений учебных заведений культуры и искусств Поволжья «Театральное студенчество».

## Память
С 2019 года фестиваль-лаборатория «Театральное студенчество» носит имя основателя Д. Д. Лаврова.

## Звания и награды
- Заслуженный работник культуры Российской Федерации (2012)[5]
- Заслуженный работник культуры Республики Марий Эл (1997)[5]
- Премия Союза молодёжи Республики Марий Эл имени О. Ипая (1992)[5]
- Национальная театральная премия Республики Марий Эл имени Й. Кырли[5]
- Медаль «Ветеран труда»